# Frederik Buch
Frederik Adolf Wilhelm Buch (8. december 1875 i København – 13. april 1925) var en dansk skuespiller og manuskriptforfatter.
Han var til at starte med uddannet malersvend, men havde en smuk sangstemme, så han begyndte at optræde som kabaret- og visesanger i diverse revyer. Han filmdebuterede i 1908 hos Nordisk Film, hvor han med få undtagelser forblev resten af skuespillerkarrieren. Han startede som statist og med mindre biroller. Senere gjorde instruktør Lau Lauritzen Sr. ham til en del af sit fasttømrede hold af skuespillere, der blev brugt igen og igen i alle Laus mange komiske farcer. Han medvirkede i omkring 200 stumfilm og blev dermed den danske stumfilmscenes næstmest produktive skuespiller, kun overgået af Lauritz Olsen.
I modsætning til det fleste andre i Lau Lauritzens hold fulgte Frederik Buch ikke med Lauritzen fra Nordisk Film til filmproducenten Palladium i 1920. I stedet tog han til Tyskland, hvor han fortsatte sin succesfulde karriere og blev umådelig populær under navnet "Knoppchen".
Frederik Buch var bror til skuespillerinde Dagmar Buch (gift Krarup) og var gift med Anna Hertha Alvilda Jensen. Han er begravet på Solbjerg Parkkirkegård.

## Filmografi

### Som skuespiller
| - Han spiller Fodbold (instruktør Lau Lauritzen Sr.) - Dixi som Pudsemand (instruktør Eduard Schnedler-Sørensen) - Kærlighedsdigteren (instruktør Lau Lauritzen Sr.) - De tossede Mandfolk (instruktør Lau Lauritzen Sr.) - Da Tøffelhelten generalstrejkede (instruktør Lau Lauritzen Sr.) - Hans lille Dengse (instruktør Lau Lauritzen Sr.) - Den ædle Skrædder (instruktør Lau Lauritzen Sr.) - Hendes Mands Forlovede (instruktør Lau Lauritzen Sr.) - En kriminel Historie (instruktør Lau Lauritzen Sr.) - Mælkemandens Hest (instruktør Lau Lauritzen Sr.) - Motorcyklisten (instruktør Viggo Larsen, 1908) - Slavehandlernes Flugt (som Goldschmidt, slavehandler; ukendt instruktør, 1910) - Kærlighedens Styrke (instruktør August Blom, 1911) - Dyrekøbt Glimmer (instruktør Urban Gad, 1911) - Godt klaret (som Tim, Krogs ven; instruktør William Augustinus, 1911) - Herr Storms første Monocle (instruktør August Blom, 1911) - Blandt københavnske Apacher (som Piphans, vagabond; instruktør Ernst Munkeboe, 1911) - Under Vesterbros Glødelamper (som en kellner; instruktør Ernst Munkeboe, 1911) - Det gale Pensionat (som Etatsraad Grøn, dep.chefens far; ukendt instruktør, 1911) - Den forsvundne Mona Lisa (som museumsdirektør; instruktør Eduard Schnedler-Sørensen, 1911) - Anna fra Æbeltoft (instruktør Eduard Schnedler-Sørensen, 1911) - Hævnen er sød (instruktør William Augustinus, 1911) - Lad være at blinke (instruktør William Augustinus, 1911) - Tvillingebrødrene (instruktør William Augustinus, 1911) - Spaakonens Datter (instruktør August Blom, 1911) - Mislykket Optagelse af levende Billeder (instruktør William Augustinus, 1911) - Kreditten leve (instruktør William Augustinus, 1911) - Stadig uheldig (instruktør Eduard Schnedler-Sørensen, 1911) - Bumlepetersen "No. 32" (ukendt instruktør, 1912) - Smæklaasen (instruktør William Augustinus, 1911) - Den uundgaaelige Jensen (instruktør William Augustinus, 1911) - Stævnemødet i Frederiksberg Have (som Jens, oppasser, Stines forlovede; instruktør William Augustinus, 1911) - Knap og Hægte (som chefen for redningskorpset; instruktør Eduard Schnedler-Sørensen, 1911) - Jernbanens Datter (instruktør August Blom, 1912) - Hotellets nye Skopudser (som Fritz, skopudser; instruktør Eduard Schnedler-Sørensen, 1912) - Ulykkens Galoscher (instruktør Eduard Schnedler-Sørensen, 1912) - Et moderne Ægteskab (instruktør Leo Tscherning, 1912) - Hvad Møllebranden afslørede (som Johan, kusk; instruktør Eduard Schnedler-Sørensen, 1912) - De uheldige Friere (ukendt instruktør) - Den Undvegne (instruktør August Blom, 1912) - Benene under Bænken (ukendt instruktør, 1912) - En urolig Vagt (ukendt instruktør, 1912) - En god Maske (som indbrudstyv; instruktør Eduard Schnedler-Sørensen, 1912) - Et Trekløver (som Urtekræmmer og grosserer; instruktør Eduard Schnedler-Sørensen, 1912) - Damernes Blad (som Første journalist; instruktør August Blom, 1912) - Naar Hjertet staar i Brand (instruktør Eduard Schnedler-Sørensen, 1912) - Unge Pigers Værn (instruktør Eduard Schnedler-Sørensen, 1912) - Levende Billeder (som Betjent Snild; instruktør Eduard Schnedler-Sørensen, 1912) - Under Blinkfyrets Straaler (som Fred, skibskok; instruktør Robert Dinesen, 1913) - Ramasjang i Kantonnementet (instruktør Christian Schrøder, 1913) - Axel Breidahl som Hypnotisør (som Jensen, rival; instruktør Axel Breidahl, 1913) - Troskabsvædsken (instruktør Sofus Wolder, 1913) - En farlig Forbryderske (instruktør Eduard Schnedler-Sørensen, 1913) - Hvor er Pelle? (som Pimpesen; instruktør Christian Schrøder, 1913) - Professor Buchs Rejseeventyr (som Professor Buch; instruktør Christian Schrøder, 1913) - Sladder (instruktør Christian Schrøder, 1913) - Frederik Buch som Soldat (instruktør Christian Schrøder, 1913) - Festforestilling i Snolderød (som skuespiller; instruktør Eduard Schnedler-Sørensen, 1913) - En Skipperløgn (som Skipper-kollega; instruktør Eduard Schnedler-Sørensen, 1913) - Et Drama i Kystbanetoget (instruktør Eduard Schnedler-Sørensen, 1913) - Prins for en Dag (som Baller, byrådsmedlem; instruktør Eduard Schnedler-Sørensen, 1913) - Grossererens Overordnede (instruktør Sofus Wolder, 1913) - Elskovs Gækkeri (som Oberst Brumberg; instruktør Sofus Wolder, 1913) - Lykkens lunefulde Spil (instruktør Sofus Wolder, 1913) | - I Stævnemødets Time (instruktør Sofus Wolder, 1913) - Fem Kopier (instruktør August Blom, 1913) - Hans vanskeligste Rolle (instruktør August Blom, 1913) - Frederik Buch som Dekoratør (som Lille Peter; instruktør Sofus Wolder, 1913) - Amors Krogveje (instruktør Robert Dinesen, 1914) - Min Ven Levy (som Levy, journalist; instruktør Holger-Madsen, 1914) - Kvindehadernes Fald (instruktør Eduard Schnedler-Sørensen, 1914) - De besejrede Pebersvende (som Brik, pebersvend; instruktør Lau Lauritzen Sr., 1914) - Stemmeretskvinden (som von Puppenstock, godsejer; instruktør Eduard Schnedler-Sørensen, 1914) - Stop Tyven (instruktør Sofus Wolder, 1914) - Carl Alstrup som Soldat (instruktør Eduard Schnedler-Sørensen, 1914) - Karnevalsdjævelen (instruktør Sofus Wolder, 1914) - Hægt mig i Ryggen (instruktør Sofus Wolder, 1914) - Husassistenten (instruktør Holger-Madsen, 1914) - Tugthusfange No. 97 (instruktør August Blom, 1914) - Den nye Huslærer (som Greveparrets søn; instruktør Lau Lauritzen Sr., 1914) - Bytte Roller (som Bobby, Sir Thomas' kok; instruktør August Blom, 1914) - Den tapre Svigermoder (instruktør Lau Lauritzen Sr., 1915) - Skipperens Genfærd (instruktør Lau Lauritzen Sr., 1915) - Morderen (instruktør Sofus Wolder, 1915) - Reservestatisten (som Peter Knopp, reservestatist; instruktør Lau Lauritzen Sr., 1917) - En slem Dreng (som "Drengen"; instruktør Lau Lauritzen Sr., 1915) - Stribolt paa Kærlighedsstien (som Beermann, handelsrejsende; instruktør A.W. Sandberg, 1915) - Hr. Petersens Debut (som Hr. Petersen; instruktør Alfred Cohn, 1915) - Kærlighed og Mobilisering (som Fuldmægtig Bømler; instruktør Lau Lauritzen Sr., 1915) - Tyvepak (som en menig betjent; instruktør Lau Lauritzen Sr., 1915) - En Vandgang (som Ole Havekarl; instruktør Lau Lauritzen Sr., 1915) - Carl Alstrups Kærlighed paa Aktier (som Ventour, skræddermester; instruktør Lau Lauritzen Sr., 1915) - Tre om Een (som Buch, millionær; instruktør Lau Lauritzen Sr., 1915) - En Kone søges (instruktør Lau Lauritzen Sr., 1915) - To Mand frem for en Enke (som Melhandler Tønnesen; instruktør Lau Lauritzen Sr., 1915) - Spøgelsestyven (som politimesteren; instruktør Lau Lauritzen Sr., 1915) - Kong Bukseløs (som en skomagerdreng; instruktør Lau Lauritzen Sr., 1915) - Uniformens Magt (som Oberst Stern; instruktør Lau Lauritzen Sr., 1915) - Trold kan tæmmes (som Chas. Smith, grosserer; instruktør Holger-Madsen, 1915) - Paa de vilde Vover (som Bernhard, hverken køn eller begavet; instruktør A.W. Sandberg, 1915) - En bevæget Nat (som skomageren; instruktør Lau Lauritzen Sr., 1916) - Min Onkel Generalkonsulen (instruktør Lau Lauritzen Sr., 1916) - Skinsyge-Digteren (instruktør Lau Lauritzen Sr., 1916) - Digteren og Basunblæseren (instruktør Lau Lauritzen Sr., 1916) - Gullasch Grossererens Vogter (som Grosserer Gullassen; instruktør Lau Lauritzen Sr., 1916) - En sød Logerende (instruktør Lau Lauritzen Sr., 1916) - Det gaadefulde Væsen (instruktør Robert Dinesen, instruktør Lau Lauritzen Sr., 1916) - Eventyr paa Fodrejsen (instruktør Lau Lauritzen Sr., 1916) - Hønseministerens Besøg (instruktør Lau Lauritzen Sr., 1916) - Det bertillonske System (som Fuldmægtig Søren Willemoes Sørensen; instruktør Lau Lauritzen Sr., 1916) - En dejlig Dag (instruktør Lau Lauritzen Sr., 1916) - Sommer-Kærlighed (som Sagfører Snip; instruktør Lau Lauritzen Sr., 1916) - En uheldig Skygge (instruktør Lau Lauritzen Sr., 1916) - Vidunderhunden (instruktør Lau Lauritzen Sr., 1916) - I tjenstligt Øjemed (instruktør Lau Lauritzen Sr., 1916) - Paraplyen (som Holm, paraplyfabrikant; instruktør Lau Lauritzen Sr., 1916) - Telefondamen (som Pelle; instruktør Eduard Schnedler-Sørensen, 1917) - Min Svigerinde fra Amerika (instruktør Lau Lauritzen Sr., 1917) - Sufflørens Stedfortræder (instruktør Lau Lauritzen Sr., 1917) - Hyrdepigens Kærlighed (instruktør Lau Lauritzen Sr., 1917) - Abemennesket (som Professor Momme; instruktør Lau Lauritzen Sr., 1917) - Ung og forelsket (som Grosserer Isac; instruktør Lau Lauritzen Sr., 1917) | - Et fremmeligt Barn (som Klaus, Lembergs søn; instruktør Lau Lauritzen Sr., 1917) - Diskenspringeren (som diskenspringer Nullerup; instruktør Lau Lauritzen Sr., 1917) - En tro og villig Pige (som Grosserer Nokkemann; instruktør Oscar Stribolt, 1917) - Den forfulgte Brudgom (som Lohengrin-Jensen, direktør; instruktør Lau Lauritzen Sr., 1917) - Professorens dyrebare Krukke (som Professor Potmann; instruktør Lau Lauritzen Sr., 1917) - Den glemsomme Professor (instruktør Lau Lauritzen Sr., 1917) - De forheksede Støvler (som Grosserer Nicolaj Nuttekær; instruktør Lau Lauritzen Sr., 1917) - Kampen om Kvinden (som Morten Lee, matros; instruktør Hjalmar Davidsen, 1917) - Askepot (instruktør Lau Lauritzen Sr., 1917) - Den ny Kokkepige (instruktør Lau Lauritzen Sr., 1917) - Ansigtet i Floden (instruktør Hjalmar Davidsen, 1918) - Avisdrengen (som Gin Haj, matros på "Håbet"; instruktør Eduard Schnedler-Sørensen, 1918) - Hun skriver paa Maskine (som Snik, sagfører; instruktør Lau Lauritzen Sr., 1918) - Naar Ungdommen raser (som Sagfører Svinke; instruktør Lau Lauritzen Sr., 1918) - Ned med Kærligheden (som Jakob Jumpe, grosserer; instruktør Lau Lauritzen Sr., 1918) - Tøffelheltens Fødselsdag (instruktør Lau Lauritzen Sr., 1918) - Bunkebryllup (instruktør Lau Lauritzen Sr., 1918) - Hendes stille Sværmeri (som Sven Slinger, digter; instruktør Lau Lauritzen Sr., 1918) - Det spøger i Villaen (som Grosserer Knopp; instruktør Oscar Stribolt, 1918) - En uheldig Tyveknægt (instruktør Lau Lauritzen Sr., 1918) - Kærlighedsspekulanten (som Grosserer Madsen; instruktør Lau Lauritzen Sr., 1918) - Ung Pige i Huset (instruktør Lau Lauritzen Sr., 1918) - Gøglerbandens Adoptivdatter (instruktør Robert Dinesen, 1919) - Mesterhypnotisøren (som Palle, skibsdreng; instruktør Lau Lauritzen Sr., 1919) - Hjertetyven (instruktør Lau Lauritzen Sr., 1919) - Mandens Overmand (instruktør Lau Lauritzen Sr., 1919) - Et nydeligt Trekløver (instruktør Oscar Stribolt, 1919) - Fugleskræmslet (som Fipp, skrædder; instruktør Lau Lauritzen Sr., 1919) - Mesterdetektiverne (som Nolls, forbryderhøvding; instruktør Lau Lauritzen Sr., 1919) - Maharajaens Yndlingsflamme (som Peter Knop; instruktør Lau Lauritzen Sr., 1919) - En forfløjen Ægtemand (som Sæbefabrikant Butter; instruktør Lau Lauritzen Sr., 1919) - Skørtejægeren (instruktør Lau Lauritzen Sr., 1919) - Han vil til Filmen (som Nolle, grosserens nevø; instruktør Lau Lauritzen Sr., 1919) - De er splittergale (instruktør Lau Lauritzen Sr., 1919) - Har De ikke set Cecilie? (som Peter Knopp; instruktør Lau Lauritzen Sr., 1919) - Det lille Pus (instruktør Lau Lauritzen Sr., 1919) - Byens Herkules (som William Mopps, dropsfabrikant; instruktør Lau Lauritzen Sr., 1919) - Nellys Riddere (som Mikkelsen, pebersvend; instruktør Lau Lauritzen Sr., 1919) - Kærlighed og Kontanter (instruktør Lau Lauritzen Sr., 1919) - Gudernes Yndling (instruktør Holger-Madsen, 1920) - Hun fik ham ikke (som en tyveknægt; instruktør Lau Lauritzen Sr., 1920) - Den tapre Skrædder (instruktør Lau Lauritzen Sr., 1920) - Den forvandlede Don Juan (som Grosserer Tusserup; instruktør Lau Lauritzen Sr., 1920) - De keder sig paa Landet (instruktør Lau Lauritzen Sr., 1920) - Den kære Husfred (instruktør Lau Lauritzen Sr., 1921) - Hans Ungdomsbrud (instruktør Lau Lauritzen Sr., 1921) - Rejsen til Maanen (instruktør Lau Lauritzen Sr., 1921) - Skaf mig en Kæreste (instruktør Lau Lauritzen Sr., 1921) - Ungkarleliv (som Knopp, pebersvend; instruktør Lau Lauritzen Sr., 1921) - De livlige Statuer (instruktør Lau Lauritzen Sr., 1921) - Kæledæggen (instruktør Lau Lauritzen Sr., 1921) - Amatørdetektiven (instruktør Lau Lauritzen Sr., 1921) - Harestegen (som Hr. Nokkesen; instruktør Lau Lauritzen Sr., 1921) - Han er Mormon (instruktør Lau Lauritzen Sr., 1922) |

### Som manuskriptforfatter
- Skorstensfejeren kommer i Morgen (instruktør A.W. Sandberg, 1914)
- Den lille Don Juan (instruktør Lau Lauritzen Sr., 1920)
- En Børneven (instruktør Eduard Schnedler-Sørensen)